# Пестово
Пестово (рус. Пестово) град је на северозападу европског дела Руске Федерације. Налази се у источном делу Новгородске области, на подручју Пестовског рејона чији је уједно и административни центар.
Према проценама националне статистичке службе за 2014. у граду је живело 15.824 становника.

## Географија
Град Пестово смештен је на подручју Валдајског побрђа, на крајњем истоку Новгородске области. Кроз град протиче река Молога. Од административног центра области града Великог Новгорода удаљен је око 315 километара у смеру истока.

## Историја
Насеље Пестово развило се из истоимене железничке станице основане 1918. године, а име потиче од оближњег села Рускоје Пестово. Први значајнији привредни објекат у насељу била је пилана која је отворена 1924. године.
У септембру 1927. успостављен је Пестовски рејон, а пестово постаје рејонски центар. Административни статус другостепеног града (град рејонске субординације) Пестово има од 1965. године.

## Демографија
Према подацима са пописа становништва 2010. у граду је живело 15.903 становника, док је према проценама националне статистичке службе за 2014. град имао 15.824 становника.
| 1939. | 1959.  | 1970.  | 1979.  | 1989.  | 2002.  | 2010.  | 2014.  |
| ----- | ------ | ------ | ------ | ------ | ------ | ------ | ------ |
| 7.925 | 14.208 | 15.795 | 15.479 | 15.941 | 15.990 | 15.903 | 15.824 |